# Монгольско-хорватские отношения
Монгольско-хорватские отношения (хорв. Hrvatsko-mongolski odnosi) — двусторонние дипломатические отношения между Монголией и Хорватией.
Страны установили дипломатические отношения 10 марта 1993 года. Хорватия представлена в Монголии через свое посольство в Пекине, Китай. Монголия имеет почетное консульство в Загребе.
В 2007 году две страны подписали меморандум о сотрудничестве, утверждая стремление укреплять экономические и культурные связи.

## Государственные визиты
В 2008 году президент Хорватии Степан Месич впервые посетил Монголию по приглашению президента Монголии Намбарына Энхбаяра, который заявил, что Монголия поддержит стремление Хорватии стать непостоянным членом Совета Безопасности ООН.
Месич и Энхбаяр согласились с тем, что «существует большой потенциал для сотрудничества во многих областях, включая образование, эксплуатацию нефтяных ресурсов, развитие инфраструктуры, исследования водных ресурсов и экспорт лекарств». Находясь в Монголии, президент Месич также встретился с премьер-министром Монголии Санжийн Баяром и спикером парламента Данзангином Лундежанцаном. В октябре 2011 года президент Монголии Цахиагийн Элбэгдорж посетил Хорватию и подписал меморандум о взаимопонимании между Хорватским агентством по содействию торговле и инвестициям и Монгольским агентством по внешней торговле и иностранным инвестициям.